# 鶴ヶ島市立西中学校
鶴ヶ島市立西中学校（つるがしましりつ にしちゅうがっこう）は、埼玉県鶴ヶ島市下新田にある公立中学校。愛称は「西中」、「鶴西」。生徒が減少していることを理由に2027年3月31日に鶴ヶ島中学校と統廃合し新たな名称で鶴ヶ島中学校敷地でスタートする予定となっている。

## 沿革
- 1985年（昭和60年）4月1日 - 鶴ヶ島町立鶴ヶ島中学校より分離し、鶴ヶ島町立西中学校として開校
- 1991年（平成 3年）9月 - 市制施行により鶴ヶ島市立西中学校となる
- 1994年（平成6年）11月18日 - 開校10周年
- 2004年（平成16年）11月19日 - 開校20周年

## 校歌
- 作詞: 宇山清太郎
- 作曲: 新井利昌

## 部活動
- 野球部（休部）
- サッカー部
- ソフトテニス部（男・女）
- 陸上部
- 剣道部
- バスケットボール部
- バレーボール部
- 卓球部（男・女）
- 吹奏楽部
- 美術部

## 著名な卒業生
- バンド鶴のメンバー
  - 秋野温
  - 神田雄一朗
  - 笠井快樹

## 学校教育目標
- 心豊かで、夢の実現に向けて　全力で努力する生徒
  - 自ら学び、正しく判断し、行動できる生徒　（知）　真
  - 公共心と思いやりの心をもつ生徒　（徳）　善
  - 心身ともにたくましい生徒　（体）　美